# Save the Last Dance
Save the Last Dance is een Amerikaanse muzikale romantische komedie uit 2001 onder regie van Thomas Carter.

## Verhaal
Sara Johnson (Julia Stiles) is getalenteerde balletdanseres die auditie doet voor de prestigieuze dansacademie Juilliard. Haar moeder komt om bij een auto-ongeluk als zij zich haast om bij de auditie aanwezig te zijn. Sara verhuist naar haar vader Roy (Terry Kinney) in Chicago en komt in het zwarte getto van de South Side. Op de middelbare school komt ze in contact met Chenille Reynolds (Kerry Washington) en haar broer Derek (Sean Patrick Thomas) die haar introduceren in het lokale hiphopwereldje. Sara's liefde voor de dans bloeit op en zij krijgt een relatie met Derek. Hij komt in conflict met zijn vriend Malakai (Fredro Starr) die hem terug in het criminele circuit wil trekken, terwijl Derek daarmee wil stoppen om voor kinderarts te gaan studeren.

## Rolverdeling
| Acteur              | Personage         |
| ------------------- | ----------------- |
| Julia Stiles        | Sara Johnson      |
| Sean Patrick Thomas | Derek Reynolds    |
| Kerry Washington    | Chenille Reynolds |
| Fredro Starr        | Malakai           |
| Terry Kinney        | Roy Johnson       |
| Bianca Lawson       | Nikki             |
| Vince Green         | Snookie           |
| Garland Whitt       | Kenny             |
| Elisabeth Oas       | Diggy             |
| Artel Great         | Arvel             |
| Cory Stewart        | Lip               |
| Jennifer Anglin     | Glynn             |
| Dorothy Martin      | Momma Dean        |
| Kim Tlusty          | Lindsay           |
| Ora Jones           | Mrs. Gwynn        |
| Tab Baker           | Mr. Campbell      |
| Kevin Reid          | Wonk              |
| Mekdes Bruk         | Lakisha           |
| Tai'isha Davis      | Tiffnee           |
| Karimah Westbrook   | Alyssa            |
| Erica Hubbard       | Jasmine           |
| Whitney Powell      | Toni              |